# Tarphonomus
Genre
Tarphonomus est un genre de passereaux de la famille des Furnariidae, originaire du Centre-Sud d'Amérique du Sud.

## Liste des espèces
Selon la classification de référence du Congrès ornithologique international (version 6.4, 2016) :
- Tarphonomus harterti — Upucerthie de Bolivie (von Berlepsch, 1892)
- Tarphonomus certhioides — Upucerthie du Chaco (d'Orbigny & Lafresnaye, 1838)
  - Tarphonomus certhioides luscinia (Burmeister, 1860)
  - Tarphonomus certhioides estebani (Wetmore & Peters, JL, 1949)
  - Tarphonomus certhioides certhioides (d'Orbigny & Lafresnaye, 1838)

## Publication originale
- (en) R. Terry Chesser et Robb T. Brumfield, « Tarphonomus, a new genus of ovenbird (Aves: Passeriformes: Furnariidae) from South America », Proceedings of the Biological Society of Washington, Washington, Biological Society of Washington (d), vol. 120, no 3,‎ 1er octobre 2007, p. 337-339 (ISSN 0006-324X et 1943-6327, OCLC 1536434, DOI 10.2988/0006-324X(2007)120[337:TANGOO]2.0.CO;2).